# Nolana adansonii
Nolana adansonii là loài thực vật có hoa trong họ Cà. Loài này được (Roem. & Schult.) I.M. Johnst. mô tả khoa học đầu tiên năm 1936.